# Federico García Rodríguez
Pour les articles homonymes, voir García et Rodríguez.
Federico García Rodríguez, né à Grenade en 1859 et mort en exil à New York en 1945, est un grand propriétaire terrien de la Vega de Granada et homme politique républicain espagnol, 
Il est le père du poète Federico García Lorca, du diplomate Francisco García Lorca et de l'écrivaine Isabel García Lorca.

## Famille
En 1880, il épouse Matilde Palacios, qui décède prématurément.
En 1897, à l'âge de 37 ans, il épouse Vicenta Lorca Romero, institutrice à Asquerosa (aujourd'hui : Valderrubio).
De ce mariage naissent cinq enfants : 
- Federico, en 1898
- Luis, qui meurt à l'âge de deux ans
- Francisco, en 1902
- Concha, en 1903
- Isabel, en 1909.

## Biographie
En 1925, Federico García Rodríguez achète une propriété du xixe siècle, la Huerta de los Mudos, pour en faire la résidence d'été de la famille. Il change son nom pour sa femme Vicenta : la maison devient la Huerta de San Vicente et devient un lieu de rendez-vous et de rencontres de l'élite artistique et intellectuelle européenne de l'époque. Il demeure, durant ses années, une personnalité importante de la vie sociale et politique de Grenade.
Le rôle de Federico García Rodríguez est essentiel dans la carrière de son fils Federico. Il finance ses premiers projets, comme Impressions et paysages en 1918, à condition qu'il poursuive ses études à l'Université de Grenade. Il l'envoie également à la Résidence d'étudiants de Madrid et l'encourage à partir à New York en 1929 avec un ami de la famille, l'homme politique Fernando de los Ríos.

## Guerre d'Espagne et exil
Après l'assassinat de son fils Federico par les nationalistes en août 1936, puis l'arrivée au pouvoir en Espagne des franquistes en 1939, il doit s'exiler aux États-Unis où se trouve le reste de sa famille, hébergée chez ses amis Gloria Giner de los Ríos García et Fernando de los Ríos.
Il meurt à New York en 1945.

## Postérité
- Sa sépulture repose au Gate of Heaven Cementery[6].
- La maison de famille, la Huerta de San Vicente, est devenue un musée[7]. L'institution est successivement dirigée par sa fille Isabel, puis sa petite-fille Laura García Lorca[8].